# Mária Anna portugál infánsnő (1843–1884)
Donna Mária Anna (teljes nevén Mária Anna Ferdinanda Leopoldina Mikaéla Rafaéla Gabriella Sarolta Antónia Júlia Viktória Franciska Gonzaga, portugálul: Maria Ana de Portugal, németül: Maria Anna von Portugal; Lisszabon, 1843. július 21. – Drezda, 1884. február 5.), a Szász–Coburg–Bragançai-házból származó portugál infánsnő, II. Ferdinánd portugál király és II. Mária királynő leánya, aki György szász koronaherceggel kötött házassága révén szász királyi hercegné, majd 1873-tól trónörökös hercegné 1884-es haláláig. III. Frigyes Ágost, a Szász Királyság utolsó uralkodójának édesanyja, valamint leánya, Mária Jozefa osztrák főhercegné által I. Károly osztrák császár és magyar király anyai nagyanyja.

## Élete

### Származása

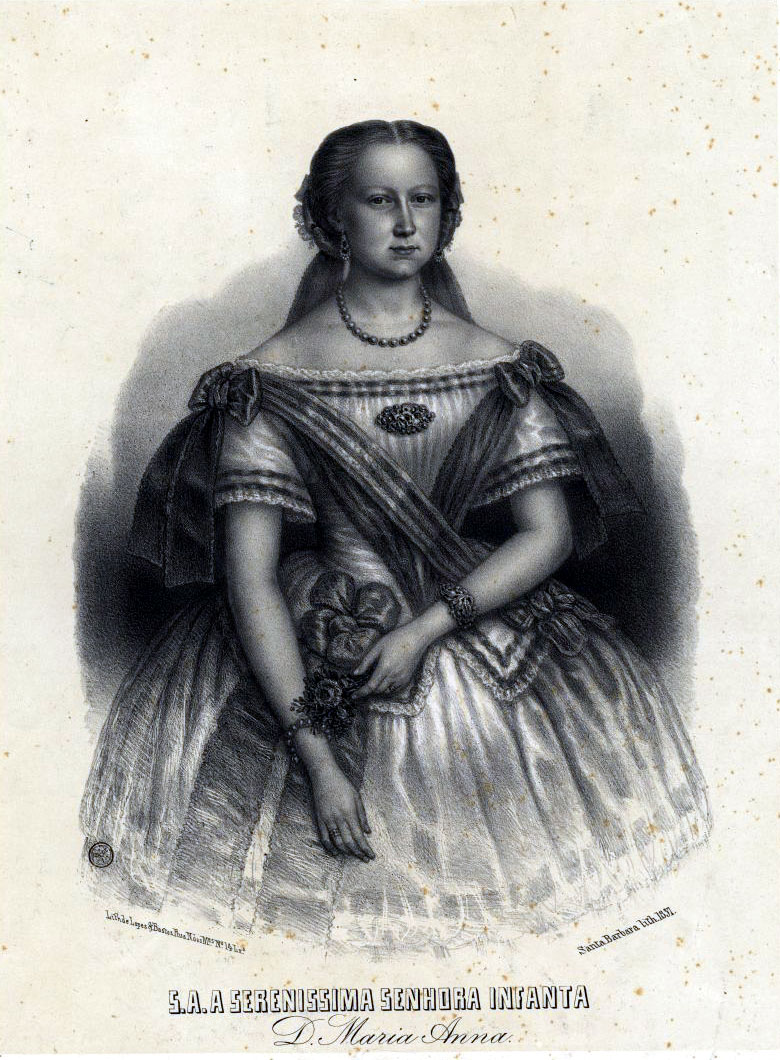
Az ifjú Mária Anna infánsnő, 1859.

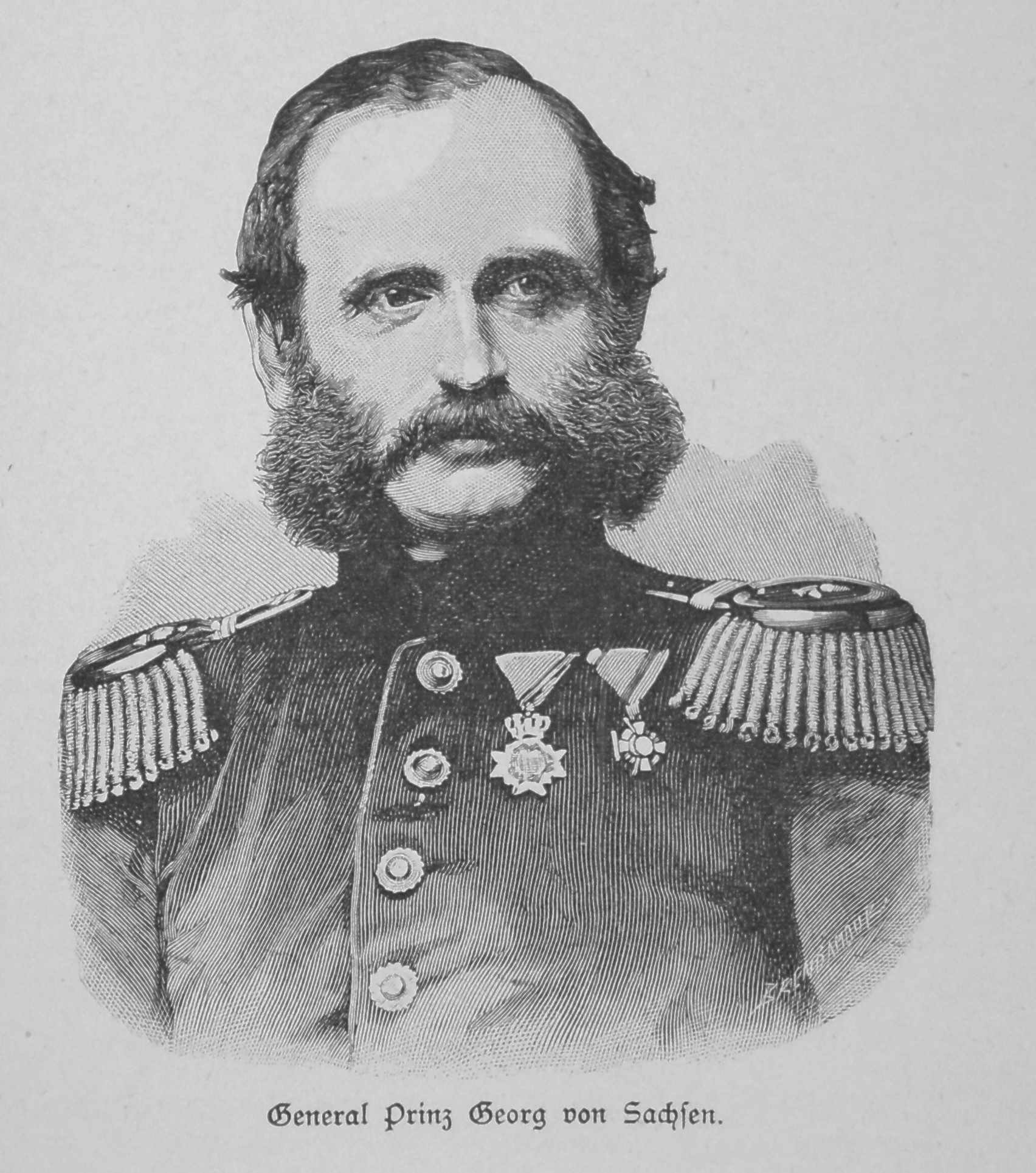
György szász koronaherceg.

Mária Anna Ferdinanda portugál infánsnő Lisszabonban, a Portugál Királyság fővárosában született 1843. július 21-én.
Édesapja a Szász-Coburg-Koháry-házból való II. Ferdinánd portugál király (1816–1885), Ferdinánd Szász–Coburg–Gotha-i hercegnek és csábrági és szitnyai herceg Koháry Antóniának elsőszülött fia, 1853-ig Portugália királya, 1853–1855 között régense.
Édesanyja a Bragança-házból való II. Mária portugál királynő (Maria da Glória, 1819–1853) volt, I. Péter brazil császár, IV. Péter néven portugál király és Habsburg–Lotaringiai Mária Leopoldina főhercegnő, magyar és cseh királyi hercegnő leánya, I. Ferenc magyar király és osztrák császár unokája, 1826–1853 között Portugália királynője.
Szüleinek 11 gyermeke született, közülük hatan érték meg a felnőttkort, köztük az ötödikként született Mária Anna.
- Péter Mária Ferdinánd (Pedro Maria Fernando, 1837–1861), 1853-tól V. Péter néven Portugália királya, aki 1858-ban Stephanie von Hohenzollern–Sigmaringen porosz hercegnőt (1837–1859) vette feleségül.
- Lajos Fülöp Mária (Luís Filipe Maria, 1838–1889), 1861-től I. Lajos néven Portugália királya, 1862-ben Savoyai Mária Pia olasz királyi hercegnőt (1847–1911), II. Viktor Emánuel király leányát vette feleségül.
- Mária (Maria, */† 1840), születésekor meghalt.
- János Mária (João Maria, 1842–1861), Beja hercege, fiatalon meghalt, nem nősült meg.
- Mária Anna Ferdinanda (Maria Ana Fernanda, 1843–1884), György szász királyi herceghez, a későbbi I. György királyhoz ment feleségül.
- Antónia Mária (Antónia Maria, 1845–1913), 1861-től Leopold Stefan zu Hohenzollern herceghez (1835–1905) felesége, I. Ferdinánd román király (1865–1927) anyja.
- Ferdinánd Mária Lajos (Fernando Maria Luís, 1846–1861), fiatalon meghalt kolerában.
- Ágost Mária Mihály (Augusto Maria Miguel, 1847–1889), tábornok, Coimbra hercege, nem nősült meg.
- Lipót (Leopoldo, */† 1849), születésekor meghalt.
- Mária Glória (Maria da Glória, */† 1851), születésekor meghalt.
- Jenő (Eugénio, */† 1853), születésekor meghalt.

### Házassága, gyermekei
1859. május 11-én Mária Anna infánsnő a lisszaboni Belém palotában feleségül ment a Wettin-ház Albert-ágából származó György Frigyes Vilmos szász királyi herceghez (1832–1904), I. János szász király és Amália Auguszta bajor királyi hercegnő második fiához. Házasságukból 8 gyermek született, hatan érték meg a felnőttkort:
- Mária Johanna Amália (1860–1861), kisgyermekként meghalt.
- Erzsébet Albertina Karolina (1862–1863), kisgyermekként meghalt.
- Matilda Mária Auguszta (1863–1933), akit több osztrák főherceg is visszautasított, végül nem is ment férjhez.
- Frigyes Ágost János herceg, trónörökös (1865–1932), aki 1891-ben Lujza Antonietta főhercegnőt (1870–1947) vette feleségül, és 1904-től III. Frigyes Vilmos néven Szászország királya lett.
- Mária Jozefa Lujza hercegnő (1867–1944), aki 1886-ban Ottó Ferenc osztrák főherceghez ment feleségül, az ő fiuk I. (IV.) Károly császár és király.
- János György Piusz herceg, Szászország hercege (Prinz von Sachsen, Herzog zu Sachsen) (1869–1938), Szászország trónjának utolsó várományosa, aki kétszer nősült, de gyermektelenül halt meg.
- Miksa Vilmos Ágost herceg (Prinz von Sachsen, 1870–1951), akit katolikus pappá szenteltek és lemondott trónigényéről.
- Albert Károly Antal herceg (Prinz von Sachsen, 1875–1900), aki fiatalon, autóbalesetben halt meg, gyermektelenül.

Leányainak kiházasítása nehézségekbe ütközött. Legidősebb leányát, a kevéssé vonzó külsejű Matilda Mária Auguszta hercegnőt előbb Ferenc József császár fiához, Rudolf trónörököshöz akartak feleségül adni, de Rudolf inkább Stefánia belga királyi hercegnőt választotta. Később Ferenc Ferdinánd főherceg is visszautasította őt, Chotek Zsófia kedvéért. Emiatt az Osztrák–Magyar Monarchia és a Szász Királyság diplomáciai viszonya megromlott. 1886-ban oldódott meg a helyzet, amikor Ferenc Ferdinánd öccse, Ottó Ferenc főherceg feleségül vette Matilda húgát, Mária Jozefa Lujza hercegnőt.

### Elhunyta
Mária Anna koronahercegné 1884. február 5-én hunyt el, 40 éves korában. A drezdai katolikus székesegyház Wettin-kriptájában (Wettinergruft) temették el. Férje, György koronaherceg nem nősült meg többé. György bátyja, I. Albert szász király 1902. június 19-én hunyt el, így Mária Anna özvegye léphetett trónjára, I. György király néven. Két évnyi uralkodás után, 1904-ben ő is meghalt, trónját Mária Annától született legidősebb élő fia örökölte, aki III. Frigyes Ágost néven Szászország utolsó királya lett.

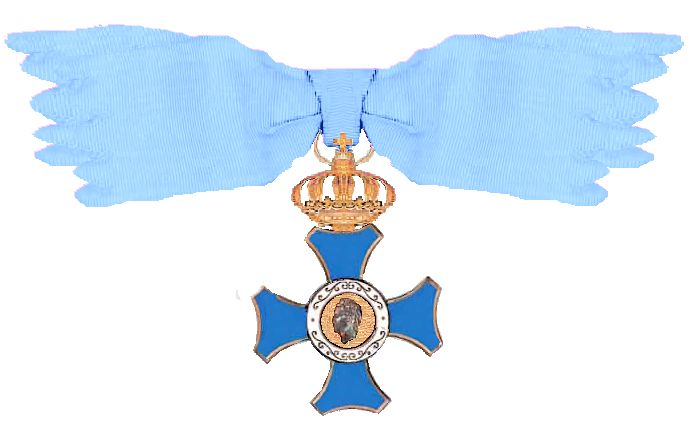
A Mária Anna-rend

### Emlékezete
Fia, III. Frigyes Ágost király 1906. május 15-én édesanyja emlékezetére megalapította a Mária Anna-rendet (Maria-Anna-Orden), amelynek három osztálya volt, olyan asszonyok és hajadonok kitüntetésére, akik kiemelkedő szolgálatot tettek az udvar vagy a közjó érdekében, pl. jószolgálati munkában. 1913. január 21-én a király e mellé megalapította Mária Anna-kereszt Alapítványt (Stiftung des Maria-Anna-Kreuzes).

## Külső hivatkozások
- Portugáliai Mária Anna szász koronahercegné dokumentumai a Német Nemzeti Könyvtár katalógusában (Katalog der Deutschen Nationalbibliothek), Lipcse. (németül)
- Családi, életrajzi adatai (The Peerage.com)